# Лас-Боржас-дал-Камп
Лас-Бо́ржас-дал-Камп (кат. Les Borges del Camp, вимова літературною каталанською [łəz'bɔɾʒəs dəł'kam(p)]) — муніципалітет, розташований в Автономній області Каталонія, в Іспанії. Код муніципалітету за номенклатурою Інституту статистики Каталонії — 430311. Знаходиться у районі (кумарці) Баш-Камп (коди району — 08 та BC) провінції Таррагона, згідно з новою адміністративною реформою перебуватиме у складі баґарії (округи) Камп-да-Таррагона.

## Назва муніципалітету
Назва муніципалітету походить від араб. burj — «вежа» та лат. campu.

## Населення
Населення міста (у 2007 р.) становить 1.965 осіб (з них менше 14 років — 15 %, від 15 до 64 — 67,3 %, понад 65 років — 17,7 %). У 2006 р. народжуваність склала 20 осіб, смертність — 20 осіб, зареєстровано 7 шлюбів. У 2001 р. активне населення становило 801 особа, з них безробітних — 41 особа.
Серед осіб, які проживали на території міста у 2001 р., 1.302 народилися в Каталонії (з них 992 особи у тому самому районі, або кумарці), 249 осіб приїхало з інших областей Іспанії, а 69 осіб приїхало з-за кордону.
Вищу освіту має 5,9 % усього населення.
У 2001 р. нараховувалося 587 домогосподарств (з них 22,8 % складалися з однієї особи, 27,9 % з двох осіб,20,3 % з 3 осіб, 17,9 % з 4 осіб, 6,8 % з 5 осіб, 2,9 % з 6 осіб, 1,4 % з 7 осіб, 0 % з 8 осіб і 0 % з 9 і більше осіб).
Активне населення міста у 2001 р. працювало у таких сферах діяльності: у сільському господарстві — 9,6 %, у промисловості — 19,3 %, на будівництві — 18,7 % і у сфері обслуговування — 52,4 %.
У муніципалітеті або у власному районі (кумарці) працює 382 особи, поза районом — 469 осіб.

### Безробіття
У 2007 р. нараховувалося 54 безробітних (у 2006 р. — 55 безробітних), з них чоловіки становили 38,9 %, а жінки — 61,1 %.

## Економіка

### Підприємства міста

#### Промислові підприємства
| \| Промислові підприємства міста, за сферою діяльності \| Промислові підприємства міста, за сферою діяльності \| Промислові підприємства міста, за сферою діяльності \| \| Рік \| 2002 р. \| 2001 р. \| \| --------------------------------------------------- \| --------------------------------------------------- \| --------------------------------------------------- \| \| Енергетичні та водні ресурси \| 9,1 % \| 7,1 % \| \| Хімія та метали \| 18,2 % \| 14,3 % \| \| Переробка металів \| 45,5 % \| 50 % \| \| Продукти харчування \| 9,1 % \| 7,1 % \| \| Текстиль \| 0 % \| 0 % \| \| Виробництво меблів, видання \| 18,2 % \| 21,4 % \| \| Інше \| 0 % \| 0 % \| \| Усього підприємств \| 11 \| 14 \| |         |         |
| Промислові підприємства міста, за сферою діяльності |         |         |
| Рік | 2002 р. | 2001 р. |
| Енергетичні та водні ресурси | 9,1 %   | 7,1 %   |
| Хімія та метали | 18,2 %  | 14,3 %  |
| Переробка металів | 45,5 %  | 50 %    |
| Продукти харчування | 9,1 %   | 7,1 %   |
| Текстиль | 0 %     | 0 %     |
| Виробництво меблів, видання | 18,2 %  | 21,4 %  |
| Інше | 0 %     | 0 %     |
| Усього підприємств | 11      | 14      |

#### Роздрібна торгівля
| \| Підприємства роздрібної торгівлі міста, за сферою діяльності \| Підприємства роздрібної торгівлі міста, за сферою діяльності \| Підприємства роздрібної торгівлі міста, за сферою діяльності \| \| Рік \| 2002 р. \| 2001 р. \| \| ------------------------------------------------------------ \| ------------------------------------------------------------ \| ------------------------------------------------------------ \| \| Продукти харчування \| 44 % \| 38,5 % \| \| Одяг та взуття \| 12 % \| 11,5 % \| \| Товари для дому \| 8 % \| 11,5 % \| \| Книги та періодичні видання \| 0 % \| 0 % \| \| Промислова хімічна продукція \| 8 % \| 7,7 % \| \| Продукція, пов'язана з транспортними засобами \| 8 % \| 3,8 % \| \| Інше \| 20 % \| 26,9 % \| \| Усього підприємств \| 25 \| 26 \| |         |         |
| Підприємства роздрібної торгівлі міста, за сферою діяльності |         |         |
| Рік | 2002 р. | 2001 р. |
| Продукти харчування | 44 %    | 38,5 %  |
| Одяг та взуття | 12 %    | 11,5 %  |
| Товари для дому | 8 %     | 11,5 %  |
| Книги та періодичні видання | 0 %     | 0 %     |
| Промислова хімічна продукція | 8 %     | 7,7 %   |
| Продукція, пов'язана з транспортними засобами | 8 %     | 3,8 %   |
| Інше | 20 %    | 26,9 %  |
| Усього підприємств | 25      | 26      |

#### Сфера послуг
| \| Підприємства міста, що працюють у сфері послуг, за діяльністю \| Підприємства міста, що працюють у сфері послуг, за діяльністю \| Підприємства міста, що працюють у сфері послуг, за діяльністю \| \| Рік \| 2002 р. \| 2001 р. \| \| ------------------------------------------------------------- \| ------------------------------------------------------------- \| ------------------------------------------------------------- \| \| Гуртова торгівля \| 11,9 % \| 11,8 % \| \| Готелі та готельний бізнес \| 16,9 % \| 19,6 % \| \| Транспорт та зв'язок \| 18,6 % \| 15,7 % \| \| Посередницькі фінансові послуги \| 3,4 % \| 3,9 % \| \| Послуги підприємствам \| 8,5 % \| 5,9 % \| \| Послуги фізичним особам \| 28,8 % \| 29,4 % \| \| Нерухомість та ін. \| 11,9 % \| 13,7 % \| \| Усього підприємств \| 59 \| 51 \| |         |         |
| Підприємства міста, що працюють у сфері послуг, за діяльністю |         |         |
| Рік | 2002 р. | 2001 р. |
| Гуртова торгівля | 11,9 %  | 11,8 %  |
| Готелі та готельний бізнес | 16,9 %  | 19,6 %  |
| Транспорт та зв'язок | 18,6 %  | 15,7 %  |
| Посередницькі фінансові послуги | 3,4 %   | 3,9 %   |
| Послуги підприємствам | 8,5 %   | 5,9 %   |
| Послуги фізичним особам | 28,8 %  | 29,4 %  |
| Нерухомість та ін. | 11,9 %  | 13,7 %  |
| Усього підприємств | 59      | 51      |

## Житловий фонд
У 2001 р. 1,5 % усіх родин (домогосподарств) мали житло метражем до 59 м2, 35,4 % — від 60 до 89 м2, 34,8 % — від 90 до 119 м2 і
28,3 % — понад 120 м2.
З усіх будівель у 2001 р. 69,4 % було одноповерховими, 17,6 % — двоповерховими, 10,1 % — триповерховими, 2 % — чотириповерховими, 0,2 % — п'ятиповерховими, 0,4 % — шестиповерховими,
0,2 % — семиповерховими, 0 % — з вісьмома та більше поверхами.

## Автопарк
| \| Автомобілі, зареєстровані у місті, за призначенням \| Автомобілі, зареєстровані у місті, за призначенням \| Автомобілі, зареєстровані у місті, за призначенням \| \| Рік \| 2006 р. \| 2005 р. \| \| -------------------------------------------------- \| -------------------------------------------------- \| -------------------------------------------------- \| \| Приватні автомобілі \| 60,6 % \| 61,8 % \| \| Мотоцикли \| 14,3 % \| 12,9 % \| \| Вантажівки \| 19,7 % \| 20,3 % \| \| Трактори \| 0,9 % \| 0,9 % \| \| Автобуси та ін. \| 4,4 % \| 4,1 % \| \| Усього автомобілів \| 1.692 шт. \| 1.595 шт. \| |           |           |
| Автомобілі, зареєстровані у місті, за призначенням |           |           |
| Рік | 2006 р.   | 2005 р.   |
| Приватні автомобілі | 60,6 %    | 61,8 %    |
| Мотоцикли | 14,3 %    | 12,9 %    |
| Вантажівки | 19,7 %    | 20,3 %    |
| Трактори | 0,9 %     | 0,9 %     |
| Автобуси та ін. | 4,4 %     | 4,1 %     |
| Усього автомобілів | 1.692 шт. | 1.595 шт. |

## Вживання каталанської мови
У 2001 р. каталанську мову у місті розуміли 97 % усього населення (у 1996 р. — 99,5 %), вміли говорити нею 89,8 % (у 1996 р. — 89,9 %), вміли читати 87,9 % (у 1996 р. — 86,9 %), вміли писати 58,2 % (у 1996 р. — 55,5 %). Не розуміли каталанської мови 3 %.

## Політичні уподобання
У виборах до Парламенту Каталонії у 2006 р. взяло участь 952 особи (у 2003 р. — 1.013 осіб). Голоси за політичні сили розподілилися таким чином:
| \| Вибори до Парламенту Каталонії \| Вибори до Парламенту Каталонії \| Вибори до Парламенту Каталонії \| \| Рік \| 2006 р. \| 2003 р. \| \| -------------------------------------- \| ------------------------------ \| ------------------------------ \| \| Конвергенція та Єднання (CiU) \| 43,4 % \| 50,9 % \| \| Соціалістична партія Каталонії (PSC) \| 18,1 % \| 17,3 % \| \| Народна партія (PP) \| 6,2 % \| 5,9 % \| \| Ініціатива за Каталонію — Зелені (ICV) \| 3,4 % \| 2,9 % \| \| Республіканська лівиця Каталонії (ERC) \| 26,6 % \| 22,5 % \| \| Громадяни — Громадянська партія (C's) \| 0,8 % \| 0 % \| \| Інші \| 1,6 % \| 0,5 % \| |         |         |
| Вибори до Парламенту Каталонії |         |         |
| Рік | 2006 р. | 2003 р. |
| Конвергенція та Єднання (CiU) | 43,4 %  | 50,9 %  |
| Соціалістична партія Каталонії (PSC) | 18,1 %  | 17,3 %  |
| Народна партія (PP) | 6,2 %   | 5,9 %   |
| Ініціатива за Каталонію — Зелені (ICV) | 3,4 %   | 2,9 %   |
| Республіканська лівиця Каталонії (ERC) | 26,6 %  | 22,5 %  |
| Громадяни — Громадянська партія (C's) | 0,8 %   | 0 %     |
| Інші | 1,6 %   | 0,5 %   |

У муніципальних виборах у 2007 р. взяло участь 1.099 осіб (у 2003 р. — 1.119 осіб). Голоси за політичні сили розподілилися таким чином:
| \| Муніципальні вибори \| Муніципальні вибори \| Муніципальні вибори \| \| Рік \| 2007 р. \| 2003 р. \| \| -------------------------------------- \| ------------------- \| ------------------- \| \| Конвергенція та Єднання (CiU) \| 48,8 % \| 57,8 % \| \| Соціалістична партія Каталонії (PSC) \| 14,6 % \| 12,7 % \| \| Народна партія (PP) \| 5,7 % \| 3,6 % \| \| Ініціатива за Каталонію — Зелені (ICV) \| 9 % \| 0 % \| \| Республіканська лівиця Каталонії (ERC) \| 21,9 % \| 25,9 % \| \| Громадяни — Громадянська партія (C's) \| 0 % \| 0 % \| \| Інші \| 0 % \| 0 % \| |         |         |
| Муніципальні вибори |         |         |
| Рік | 2007 р. | 2003 р. |
| Конвергенція та Єднання (CiU) | 48,8 %  | 57,8 %  |
| Соціалістична партія Каталонії (PSC) | 14,6 %  | 12,7 %  |
| Народна партія (PP) | 5,7 %   | 3,6 %   |
| Ініціатива за Каталонію — Зелені (ICV) | 9 %     | 0 %     |
| Республіканська лівиця Каталонії (ERC) | 21,9 %  | 25,9 %  |
| Громадяни — Громадянська партія (C's) | 0 %     | 0 %     |
| Інші | 0 %     | 0 %     |